# Volodymyr Lysenko
Volodymyr Volodymyrovyč Lysenko (in ucraino Володимир Володимирович Лисенко?; Kiev, 20 aprile 1988) è un calciatore ucraino, attaccante.

## Palmarès

### Club

#### Competizioni nazionali
- Supercoppa d'Ucraina: 1

Dinamo Kiev: 2007